# Alfred Franz Carl Reventlow-Criminil
Alfred Franz Carl greve Reventlow-Criminil (11. september 1825 på Schwarzenbek – 22. oktober 1898 på Ruheleben ved Plön) var en dansk-tysk godsejer og diplomat.
Han var søn af den danske minister Heinrich Anna Reventlow-Criminil og Luise Sophie Jeanette Rantzau, blev kammerherre og legationssekretær, men forlod dansk tjeneste efter nederlaget 1864. Han var Ridder af Dannebrog, af den russiske Sankt Anna Orden og af den preussiske Johannitterorden.
Han var gift 1. gang 27. maj 1854 med komtesse Malwine Louise Anna Reventlow (17. december 1831 – 28. august 1857) og 2 gang 24. september 1860 med komtesse Bertha Louise Camilla Reventlou (2. oktober 1835 – 16. august 1869) og 3. gang 2. december 1873 med komtesse Marie Louise Christiane Reventlou (2. december 1833 – 27. december 1910).